# Scott Donie
Scott Donie (Vicenza, Italia, 10 de octubre de 1968) es un clavadista o saltador de trampolín estadounidense de origen italiano especializado en plataforma de 10 metros, donde consiguió ser subcampeón olímpico en 1992.

## Carrera deportiva
En los Juegos Olímpicos de 1992 celebrados en Barcelona (España) ganó la medalla de plata en los saltos desde la plataforma de 10 metros, con una puntuación de 633 puntos, tras el chino Sun Shuwei y por delante de otro saltador chino Xiong Ni.